# John Sheppard
John Sheppard (c.1515 — 1558) foi um compositor inglês.  
Em 1554 aspirava, aparentemente sem sucesso, para o grau de Doutor em Música na Universidade de Oxford.  